# International Centre for Mechanical Sciences
Das CISM, das International Centre For Mechanical Sciences (Centro internazionale di scienze meccaniche), wurde 1968 als gemeinnützige Organisation in Udine gegründet (Sitz im Palazzo Torso), um den Austausch und die Anwendung von modernsten Methoden in den technischen Wissenschaften zu fördern, insbesondere zwischen interdisziplinären Fachrichtungen wie Robotik, Biomechanik und Umwelttechnik mit den Fachrichtungen Mathematik, Informations- und Systemtheorie, Operations Research, Informatik und künstliche Intelligenz.
Das CISM veranstaltet zu diesem Zweck regelmäßig Kurse, Schulungen, Workshops, Symposien und Konferenzen, woraus bisher 250 Buchveröffentlichungen resultierten. Geldgeber sind u. a.
europäische wissenschaftliche Institutionen und die UNESCO. Von deutscher Seite besteht eine Kooperation mit der TU München.
Es ist als eines der weltweit führendes Kompetenzzentren für die Simulation poröser Materialien anerkannt, insbesondere für Beton als Multiphasen-Material und die Fluid-Struktur-Kopplung.